# Kume Masao
Kume Masao (jap. 久米 正雄; * 23. November 1891 in Ueda, Präfektur Nagano; † 1. März 1952 in Kamakura) war ein japanischer Schriftsteller.

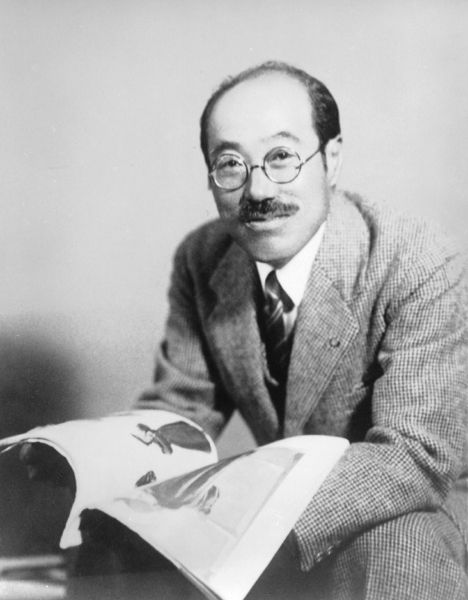
Kume Masao

## Leben
Kumes Vater war Direktor der Seimei Schule, der städtischen Grundschule in Ueda. Er starb durch Suizid und wollte dadurch die Verantwortung dafür übernehmen, dass bei einem Brand in der Schule, deren Direktor er war, das Bildnis des Tennō und seiner Gemahlin verbrannte. Kume wuchs daraufhin in der Heimat seiner Mutter, in Kōriyama in der Präfektur Fukushima auf. Als Student der Kaiserlichen Universität Tokio, wo er englische Literatur studierte, gab er gemeinsam mit Naruse Seiichi (1892–1936) und Matsuoka Yuzuru (1891–1969) die dritte Ausgabe des Literaturjournals Shinshichō (新思潮) heraus. 1914 schrieb er das Schauspiel Gyūnyūya no kyōdai (牛乳屋の兄弟, etwa: Die Geschwister des Milchgeschäfts). Ab 1915 war er gemeinsam mit Akutagawa Schüler von Natsume Sōseki. Er veröffentlichte Erzählungen sowie das Schauspiel Abukuma Shinjū (阿武隈心中). Etwa zu dieser Zeit hatte er ein Verhältnis zu der Schriftstellerin Yuriko Miyamoto. Im Jahr darauf, 1916 gab er mit Akutagawa Ryūnosuke und Kikuchi Kan die vierte Ausgabe der Shinshichō heraus.  Er ging im Hause Sōseki ein und aus. Nach dem überraschenden Tod Sōsekis Ende 1916 bat Kume Sōsekis Witwe Kyōko ihre älteste Tochter heiraten zu dürfen. Daraufhin erreichte eine Schmähschrift Sōsekis Haus, in der Kume als impotenter Filou diffamiert wurde. Letztendlich heiratete Sōsekis Tochter den Mann, in den sie sich verliebt hatte, Matsuoka Yuzuru.
Kume ging enttäuscht nach Tokio und veröffentlichte mit Kikuchi Kan Unterhaltungsromane. Außerdem widmete er sich verstärkt dem Theater und gründete 1918 mit Osanai Kaoru und Kubota Mantarō die Kokumin Bungeikai (国民文芸会). 1923 heiratete er seine Frau Tsuyako. Weiterhin verfasste er Literaturkritiken und übersetzte Werke europäischer Schriftsteller, so etwa Shakespeares Hamlet, Romeo und Julia wie auch Werke von Victor Hugo und Alexandre Dumas. Als Haiku-Dichter war er Schüler von Kawahigashi Hekigotō und veröffentlichte unter dem Namen Santei (三汀) mehrere Gedichtbände. Von 1925 bis zu seinem Tod lebte er in Kamakura. 1929 bereiste er ein Jahr lang Europa. 1933 wagte er einen Ausflug in die Politik und stellte sich zur Wahl als Bürgermeister Kamakuras und Nachfolger von Tanzan Ishibashi. Es blieb bei einem Ausflug in die Politik, da er im gleichen Jahr zusammen mit Matsutarō Kawaguchi und Ton Satomi wegen illegalen Kartenspiels verhaftet wurde. Von 1938 an arbeitete er als Abteilungsleiter der späteren Mainichi Shinbun in Tokyo.
Er starb 1952 im Alter von 60 Jahren an einem Hirnschlag.

## Werke
Der Tod meines Vaters
Die Erzählung schildert aus der Sicht des achtjährigen Tatsuo den Selbstmord seines Vaters. Die Erzählung trägt deutlich autobiografische Züge aus dem Leben Kumes. Sie setzt ein mit einem Rückblick auf einen schönen und zugleich für Tatsuo ungewöhnlichen Frühlingstag, zwei Tage vor dem Selbstmord. Die Welt scheint in Ordnung zu sein an diesem Tag, abgesehen davon, dass Tatsuo auf dem Schulweg nach Hause Magenschmerzen quälen. Sein Vater, den er vor der Haustür trifft, erkennt die Sachlage und solidarisiert sich mit seinem Sohn. Während Tatsuo sich in seinem Zimmer ausruht, will es dem noch Ahnungslosen scheinen, als säße in einer dunklen Ecke des Zimmers ein Ungeheuer, das einen beängstigenden Schatten des Todes auf ihn werfe. Die Ahnung, sein Vater könne sterben, beschleicht ihn. Er betet und erwägt pragmatisch die Konsequenzen, die ein Tod des Vaters, der Schuldirektor der örtlichen Schule ist, für sein Ansehen und weiteres Leben haben könnte. Den Tod seiner lungenkranken Schwester hält Tatsuo für vorbestimmt, der unverhoffte Tod hingegen, der unversehens einbricht, ängstigt ihn.
Lärm und Glockengeläut wecken Tatsuo um Mitternacht. Die Schule seines Vaters steht in Flammen. Gebannt beobachtet er mit seinem Bruder aus der Ferne das aufregende und ungewöhnliche Ereignis. Am kommenden Morgen läuft er aufgeregt zu den Überresten der Schule. Er erfährt, dass das Feuer aufgrund der Nachlässigkeit des Schuldieners entstanden war und dass die Bildnisse des Tennō und seiner kaiserlichen Gemahlin verbrannt sind. Die Zuschauer, die sich versammeln, sehen den Schuldirektor in der Verantwortung. Tatsuos Vater eilt sichtlich betrübt an ihm vorbei nach Hause, wo er sich in sein Studierzimmer zurückzieht und seiner Familie den Zutritt untersagt. „Am folgenden Tag starb mein Vater durch eigene Hand. Was man zwar halbwegs befürchtet, aber doch auch wieder für unmöglich gehalten hatte, war nun geschehen.“ Tatsuos Schwester entdeckt den Selbstmord, den sein Vater den Regeln des Seppuku entsprechend durchgeführt hatte, um die Verantwortung für den Verlust der Bildnisse zu übernehmen. „Als der Tod von Tür zu Tür angesagt wurde, sprachen alle Leute abends unter der Lampe über den heldenhaften Tod meines Vaters, ohne dass sie gewusst hätten, warum sein Tod zu loben sei.“ Unter großem Zeremoniell und mit einer Prozession wird die Bestattung des Vaters abgehalten. Tatsuo bleibt zurück mit einem Gefühl aus Traurigkeit und Erhabenheit, während ihm ein fremder vornehm gekleideter Herr zuspricht: „Sei des Vaters Sohn!“
- Chichi no Shi (父の死)
  - „Der Tod meines Vaters“, übersetzt von Kakuji Watanabe. In: Japanische Meister der Erzählung, Walter Dorn Verlag, Bremen, 1960, S. 57–70.

- Abukuma Shinju, Schauspiel
- Hotarugusa (螢草)
- Hasen (破船)
- Bosan (墓参)
- Gyūnyūya no Kyōdai (牛乳屋の兄弟), Schauspiel
- Maki Uta (牧唄), Haikus
- Kaeribana (返り花), Haikus